# الدوري السويدي الدرجة الثانية 1967
الدوري السويدي الدرجة الثانية 1967 (بالسويدية: Division II i fotboll 1967)‏ هو موسم من الدوري السويدي الدرجة الثانية. فاز فيه نادي ساندفيكين.